# محمود علي البنا
الشيخ محمود علي البنا (17 ديسمبر 1926 - 20 يوليو 1985) قارئ قرآن مصري ويعد أحد أعلام هذا المجال البارزين، من مواليد قرية شبرا باص مركز شبين الكوم بمحافظة المنوفية. حفظ القرآن الكريم في كتاب القرية على يد الشيخ موسى المنطاش، وأتم حفظه وهو في الحادية عشرة، ثم انتقل إلى مدينة طنطا لدراسة العلوم الشرعية بالجامع الأحمدي، وتلقى القراءات فيها على يد الإمام إبراهيم بن سلام المالكي.

## التحاقه بالإذاعة
حضر الشيخ البنا إلى القاهرة عام 1945، وبدأ صيته يذيع فيها، ودرس فيها علوم المقامات على يد الشيخ الحجة في ذلك المجال درويش الحريري. اختير قارئاً لجمعية الشبان المسلمين عام 1947، وكان يفتتح كل الاحتفالات التي تقيمها الجمعية، وفي عام 1948م استمع إليه علي ماهر باشا، والأمير عبد الكريم الخطابي وعدد من كبار الأعيان الحاضرين في حفل الجمعية، وطلبوا منه الالتحاق بالإذاعة المصرية. التحق الشيخ البنا بالإذاعة المصرية عام 1948، وكانت أول قراءة له على الهواء في ديسمبر 1948 من سورة هود، وصار خلال سنوات قليلة أحد أشهر أعلام القراء في مصر.

## سفير القرآن
اختير قارئاً لمسجد عين الحياة في ختام الأربعينيات، ثم لمسجد الإمام الرفاعي في الخمسينيات، وانتقل للقراءة بالجامع الأحمدي في طنطا عام 1959. وظل به حتى عام 1980 حيث تولّى القراءة بمسجد الإمام الحسين حتى وفاته. ترك للإذاعة ثروة هائلة من التسجيلات، إلى جانب المصحف المرتل الذي سجله عام 1967، والمصحف المجود في الإذاعة المصرية، والمصاحف المرتلة التي سجلها لإذاعات السعودية والإمارات. زار الشيخ البنا العديد من دول العالم، وقرأ القرآن في الحرمين الشريفين والحرم القدسي والمسجد الأموي ومعظم الدول العربية وزار العديد من دول أوروبا ومن ضمنها ألمانيا عام 1978. كان الشيخ البنا من المناضلين من أجل إنشاء نقابة القراء، واختير نائباً للنقيب عند إنشاء النقابة عام 1984.

## الرحيل والتكريم
بعد رحلة عطاء حافلة تُوفي الشيخ محمود علي البنا في 3 من ذي القعدة 1405 هـ /20 يوليو 1985م. ودفن في ضريحه الملحق بمسجده بقريته شبرا باص. وقد منحه الرئيس المصري السابق (محمد حسني مبارك) وسام اسمه وسام العلوم والفنون عام 1990 وتسلمه نجله الأكبر المهندس شفيق محمود على البنا وكرمته محافظة الغربية بإطلاق اسمه على الشارع الرئيسى بجوار المسجد الأحمدى بمدينة طنطا.